# Aeropuerto de Bethel
El Aeropuerto de Bethel (IATA: BET, OACI: PABE, FAA LID: BET) es un aeropuerto público ubicado a 6 km al suroeste de Bethel, una ciudad del estado de Alaska, Estados Unidos.

## Instalaciones y aeronaves
El Aeropuerto de Bethel cubre un área de 427 ha y tiene una elevación de 126 pies (38 m) sobre el nivel del mar. Tiene dos pistas: la 18/36 con 6.400 x 150 ft (1.951 x 46 m) con superficie de asfalto y la 11/29 con 1.860 x 75 ft (567 x 23 m) con superficie de grava.
En los doce meses previos al 22 de junio de 2007, el aeropuerto tuvo 122.000 operaciones, una media de 334 al día: 54% ejecutivo, 41% aviación general, 4% comercial y 1% militar. Actualmente hay 232 aviones con base en el aeropuerto: 90% mono-motor, 7% multi-motor, 2% helicópteros y 1% militar.

## Aerolíneas y destinos
- Alaska Airlines (Anchorage)
- Era Aviation (Anchorage)
- Frontier Flying Service (Anchorage, Klaskag)[2]
- Hageland Aviation Services (Chefornak, Chevak, Eek, Kalskag, Kasigluk, Kwethluk, Kwigillingok, Marshall, Russian Mission, St. Mary's, Tuntutuliak)[3]

## Aerolíneas de carga
- Alaska Central Express
- Arctic Transportation Services
- Lynden Air Cargo
- Northern Air Cargo